# بروس هالي (عسكري)
بروس هالي (بالإنجليزية: Bruce Halle)‏ هو عسكري أمريكي، ولد في 27 مايو 1930 في سبرينغفيلد في الولايات المتحدة، وتوفي في 4 يناير 2018 في براديس فالي في الولايات المتحدة.